# Georg Dengler
Georg Dengler (* 31. Dezember 1839 in München; † 8. Juni 1896 in Regensburg) war ein deutscher römisch-katholischer Priester, der als Domvikar und Kunstreferent des Bistums Regensburg hervortrat.

## Leben
Nach dem Besuch des Benediktiner-Gymnasiums in Metten studierte Georg Dengler in Regensburg Philosophie und Theologie. Im Jahr 1862 durfte er den Regensburger Bischof Ignatius von Senestrey bei seiner Reise nach Rom begleiten und empfing hier durch Kardinal Karl August von Reisach die Priesterweihe. Nach seiner Rückkehr war er zunächst in Kelheim und Deggendorf in der Seelsorge tätig. Bereits 1863 wurde er an die bischöfliche Kurie in Regensburg berufen und hier 1868 zum Domvikar und bischöflichen Zeremoniar ernannt.
Schon in Metten hatte P. Ildephons Lehner OSB das künstlerische Talent Denglers entdeckt und sein Interesse für die kirchliche Kunst geweckt, das im Priesterseminar Regensburg durch die Vorlesungen Georg Jakobs über die kirchliche Kunst vertieft wurde. In seiner Zeit in Regensburg wurde Dengler deshalb immer wieder mit Entwürfen für kirchliche Einrichtungsgegenstände betraut.
Durch die Rettung von ausgelagerten Kunstschätzen, besonders gotischen Skulpturen und Tafelbildern, blieb Denglers Name bis in die heutige Zeit bekannt. So kaufte er auch 1883 das Kloster Reichenbach am Regen, um es vor der endgültigen Zerstörung zu bewahren. Der einzigartige romanische „schlagende Christus“ aus der ehemaligen Benediktinerabtei Reichenbach blieb so der Nachwelt erhalten.
Als in Regensburg 1892 das alte Postgebäude südlich des Doms abgebrochen wurde, um es durch einen größeren Neubau zu ersetzen, bestand die bereits seit 10 Jahren genährte Hoffnung, dem Dom auf der Südseite endlich mehr Freiraum verschaffen zu können. Zusammen mit Bürgermeister Oscar von Stobäus, dem fürstlichen Architekten Max Schultze und der Verlegerfamilie Pustet gründete Dengler das sog. Comité für die Freiheit des Regensburger Domes, das dann systematische Lobbyarbeit betrieb, um die Freilegung des Doms als nationale Angelegenheit zu propagieren. Letztendlich wurden die Pläne erfolgreich umgesetzt und führten in der Folge durch weitere großräumige Abrissmaßnahmen von Gebäuden südlich des Doms zum Erscheinungsbild des heutigen Domplatzes.
Dengler entwarf über liturgische Geräte und Kircheneinrichtungen hinaus auch sakrale Architektur, wobei er mangels einer entsprechenden Ausbildung die Ausführungsplanung und die Bauleitung lokalen Baumeistern überlassen musste. Zu diesen Kirchenbauten gehört die Pfarrkirche „Zu den Zwölf Aposteln“ in Wunsiedel (Neugotik), die von Maurermeister Retsch errichtet wurde; die Einweihung erfolgte durch Bischof Ignatius von Senestrey am 15. Oktober 1884. Von Dengler stammen außerdem die Entwürfe für die Pfarrkirche St. Joseph in Marktredwitz, die 1894–1895 durch den örtlichen Baumeister Friedrich Mühlhöfer ausgeführt wurden; die Weihe dieser Kirche vollzog Bischof von Senestry am 7. Oktober 1895. Weiter entwarf er die 1894–1895 erbaute Pfarrkirche Maria Virgo de Rosario (Maria Rosenkranzkönigin) in Nagel.